# No arashi

no arashi est un groupe de musique pop anglo-japonais créé en 2000 à Londres, avec la chanteuse Fumina Hisamatsu, déjà active en solo depuis 10 ans au Japon, le guitariste britannique Andy Munroe, et Masayuki "Roger" Ishikawa à la programmation. Le groupe sort plusieurs disques en Europe et au Japon avant de cesser ses activités en 2006. Hisamatsu reprend alors sa carrière solo.

## Discographie

### Albums
- stamp of the brainstorm (2001/9/21) (mini album)
- negative hands (2004/06/09)

### Singles
- Rockin' Mirage (2002/11/06)
- emotion (2006/05/02) (maxi vinyl)

## Liens
- (en) Site officiel de no-arashi
- (ja) Discographie sur le site officiel de Fumina Hisamatsu